# Operafestival van Savonlinna

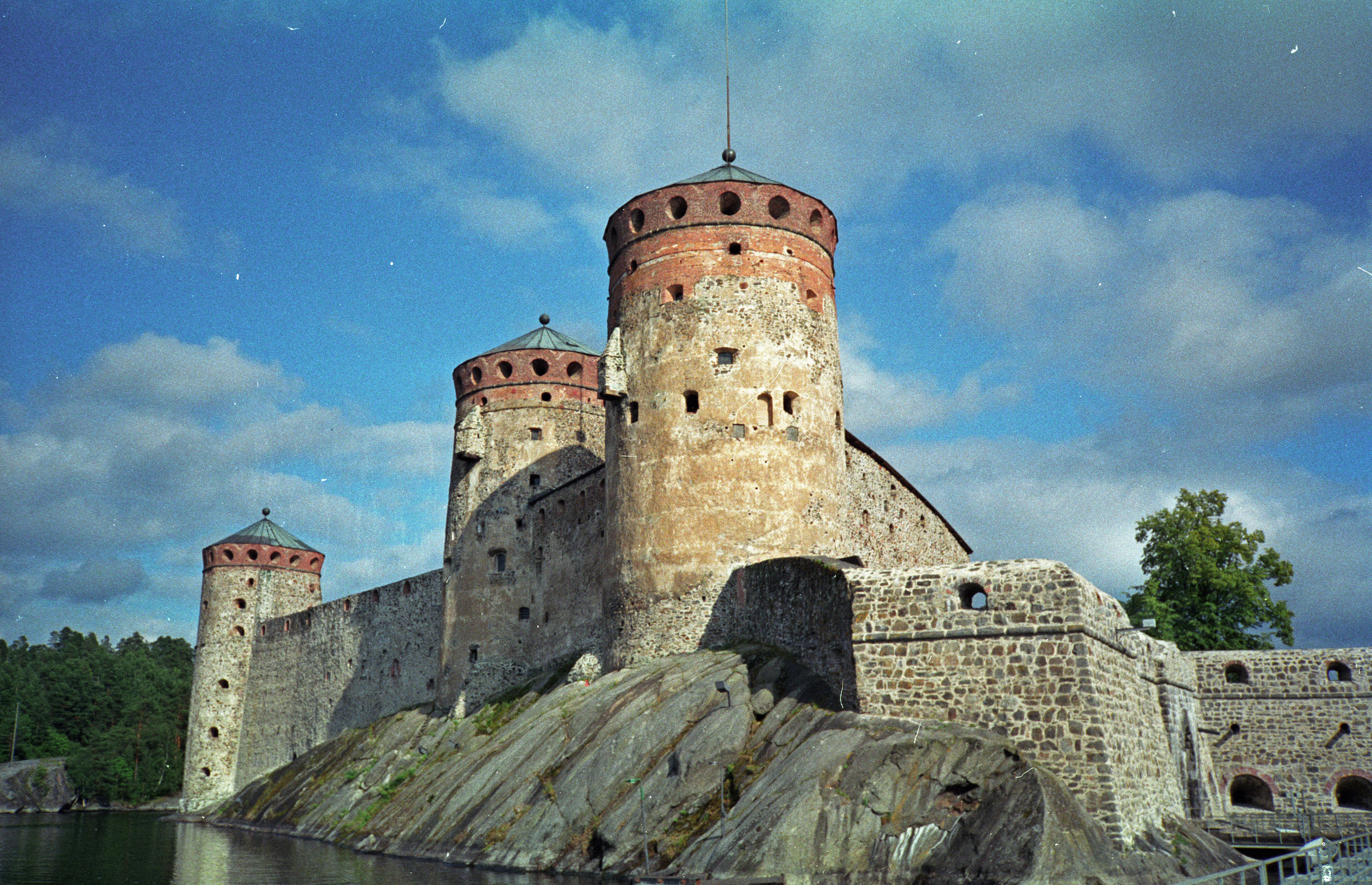
Kasteel Olavinlinna

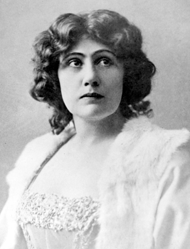
Aino Ackté, de oprichtster van het festival

Het operafestival van Savonlinna (Fins: Savonlinnan oopperajuhlat) is het grootste en bekendste operafestival van Finland. Het wordt in zijn huidige vorm sinds 1967 georganiseerd, maar de geschiedenis van het evenement gaat terug tot 1912. Het festival vindt jaarlijks in juli plaats. Hoofdlocatie is de overdekte binnenplaats (ruim 2200 zitplaatsen) van kasteel Olavinlinna in de Zuidoost-Finse stad Savonlinna.
Het festival vond op initiatief van de sopraan Aino Ackté in 1912 voor het eerst plaats. Dit Olavinlinna-festival (Olavinlinnan oopperajuhlat) was destijds een van de eerste operafestivals ter wereld. Op de eerste edities (1912, 1913 en 1914) werden alleen Finse opera's vertoond, maar op de vierde, die van 1916, was voor het eerst ook een opera van buiten Finland geprogrammeerd, Faust van Gounod (met Ackté in de rol van Marguérite). De daaropvolgende editie vond pas in 1930 plaats en markeerde het afscheid van Ackté als sopraan. 
In 1967 werd de traditie op initiatief van Peter Klein weer opgepakt, waarna het festival zich snel ontwikkelde tot een vaste waarde in het Finse muziekleven. Inmiddels zijn er vooral "internationale" opera's te zien, maar tussen 1930 en 2017 gingen er ook veertien Finse opera's in première.  Sinds 1987, toen de Estonia-opera uit Tallinn er optrad, is er bij elke editie een internationaal operahuis te gast.
Het festival trekt jaarlijks zo'n 70.000 bezoekers. Artistiek leider van het festival is sinds 2019 Ville Matvejeff.